# Fritz Köllner
Fritz Köllner, född 5 maj 1904 i Karlsbad, död 8 november 1986 i Taufkirchen, var en sudettysk promoverad jurist och politiker. Han var ställföreträdande Gauleiter i Gau Sudetenland samt Brigadeführer i SA.

### Webbkällor
- Lilla, Joachim. ”Übersicht der NSDAP-Gaue, der Gauleiter und der Stellvertretenden Gauleiter 1933 bis 1945” (på tyska). Zukunft braucht Erinnerung. Shoa.de. Arkiverad från originalet den 10 juli 2014. https://archive.today/20140710212639/http://www.zukunft-braucht-erinnerung.de/drittes-reich/herrschaftsinstrument-partei/544-uebersicht-der-nsdap-gaue-der-gauleiter-und-der-stellvertretenden-gauleiter-1933-bis-1945.html. Läst 10 juli 2014.